# Der fliegende Holländer
Der fliegende Holländer, „Romantische Oper in drei Aufzügen“ (so die Originalbezeichnung), ist eine Oper von Richard Wagner, die 1843 uraufgeführt wurde.
Den Stoff für die Handlung lieferte die Geschichte des niederländischen Kapitäns Bernard Fokke (siehe die Sage vom Fliegenden Holländer). Diesem gelang es – anders als vielen anderen Seefahrern – nicht, das Kap der Guten Hoffnung zu umfahren. Er versuchte, Gott und den Kräften der Natur zu trotzen, rang sie aber nicht nieder, weil er sie verfluchte, und war seither dazu verdammt, für immer mit seinem Geisterschiff auf den Weltmeeren zu kreuzen. Jedem, dem dieses Schiff mit schwarzem Mast und blutroten Segeln begegnete, war Unglück vorbestimmt.
Richard Wagner schrieb die Oper unter dem Eindruck einer stürmischen Schiffsreise und verlegte die Handlung vom Kap der Guten Hoffnung in der Urfassung von 1841 nach Schottland, später dann nach Norwegen. Oft wird das Stück als sein Durchbruch zum eigenen Stil angesehen. Die Oper wurde in ihrer Urfassung 1841 vollendet und am 2. Januar 1843 mit mäßigem Erfolg am Königlichen Hoftheater Dresden uraufgeführt. Bereits nach vier Aufführungen wurde sie abgesetzt. Im Jahr 1860 überarbeitete Wagner dann die Urfassung, musikalisch wurden insbesondere die Ouvertüre und der Schluss verändert.

## Hintergrund

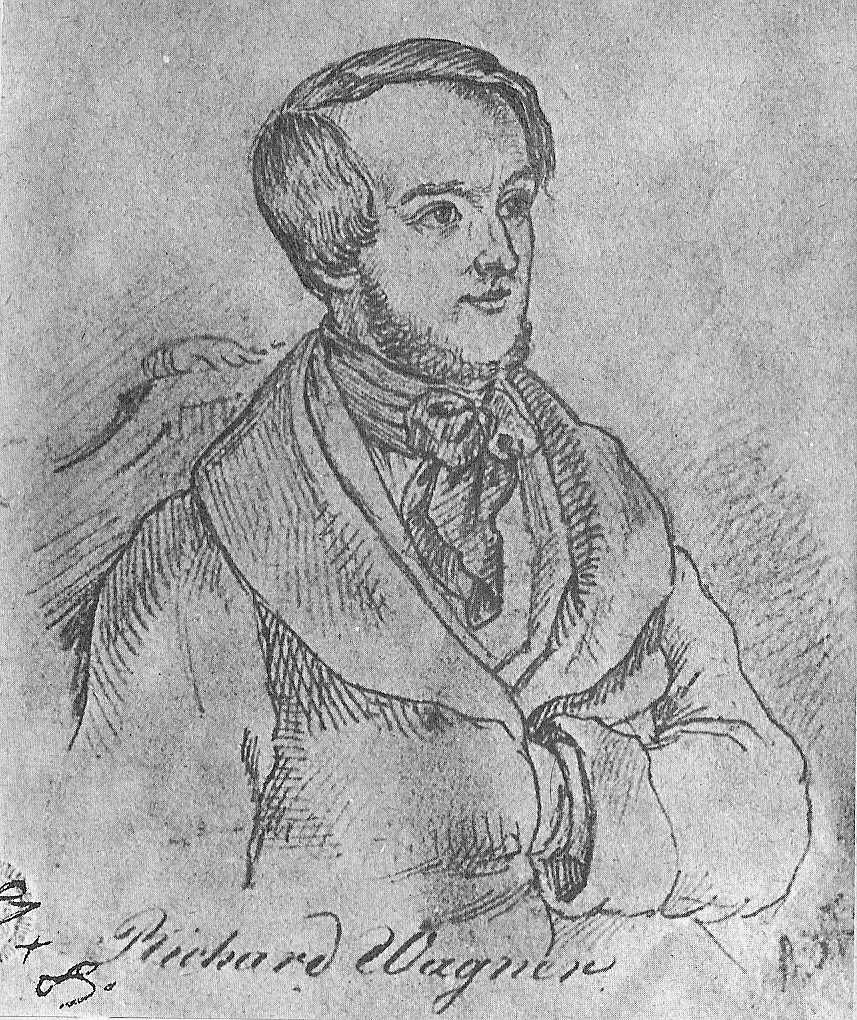
Richard Wagner im Jahre 1842

Richard Wagner trat im August 1837 am Theater in Riga die Stelle des Musikdirektors an. Dort wurde er 1837/38 durch die Memoiren des Herren von Schnabelewopski von Heinrich Heine erstmals auf die Sage vom Fliegenden Holländer aufmerksam. 1839 verlor er seine Anstellung und sah sich aus Furcht vor seinen Gläubigern, die er nicht bezahlen konnte, dazu gezwungen, die russisch-ostpreußische Grenze zu überschreiten und zu fliehen. Er buchte eine Passage auf dem Schoner / Galeasse Thetis nach London. Die länger als drei Wochen dauernde Reise war durch stürmische See verzögert worden, das Schiff geriet fast in Seenot. Wagner lernte sowohl im Hafen von Pillau als auch bei der Überfahrt nach England durch die Matrosen einige charakteristische Motive und Seemannsbräuche kennen. Unterwegs lief das Schiff wegen des tobenden Sturmes zweimal norwegische Häfen an, von denen einer, Sandvika bei Tvedestrand, namentlich im Werk zitiert wird. Alles Erlebte war für Wagner lebendiges Kolorit für das spätere Werk.
Richard Wagner beschrieb in seiner Autobiografie Mein Leben, wie nachhaltig diese zwei Wochen auf See ihm Stimmung und Charakter der Sage vor Augen führten und ihm zur Inspiration wurden. Er stützte sich zunächst auf Heines Erzählung, brachte aber eine entscheidende und wesentliche Änderung an: Er fügte die zusätzliche Figur des Erik ein, so dass seine weibliche Hauptfigur, die er dann Senta nannte, zwischen diesem tatsächlichen Geliebten und der erträumten mystischen Figur des Holländers hin- und hergerissen ist. Die Sehnsucht nach der ewigen Treue einer geliebten Frau ist das zentrale Thema dieses Werkes.
Nach kurzem Aufenthalt in London reiste Wagner nach Paris, seinem eigentlichen Ziel, weiter. Im damaligen Zentrum der Musikwelt konnte er sich nur mit Mühe und durch schlecht bezahlte schriftstellerische und übersetzerische Tätigkeiten seinen Lebensunterhalt verdienen. In dieser Notsituation musste er auch seinen Entwurf für den Fliegenden Holländer an die Pariser Oper verkaufen (er wurde unter dem Titel Le vaisseau fantôme – „Das Geisterschiff“ von Pierre-Louis Dietsch vertont), da es ihm nicht gelang, selbst einen Kompositionsauftrag dafür zu bekommen. Er machte sich ab Anfang 1841 allerdings selbst an die Komposition des Werks, dessen Orchesterskizze er im August mit der Bemerkung „In Noth und Sorgen“ beendete; im November war mit der Partitur auch das Werk vollendet. Versuche, es in Berlin zur Uraufführung bringen zu lassen, blieben erfolglos.
Richard Wagner verließ im April 1842 Paris Richtung Dresden, wo man sein Werk Rienzi zur Uraufführung angenommen hatte. Nach dem glänzenden Erfolg dieses Werks stand auch der Uraufführung seines Fliegenden Holländers nichts mehr im Wege, die dann bereits am 2. Januar 1843 ebenfalls am Dresdner Hoftheater stattfand.

## Orchesterbesetzung
- Piccoloflöte, 2 Flöten, 2 Oboen, davon ein Englischhorn, 2 Klarinetten, 2 Fagotte
- 4 Hörner, 2 Trompeten, 3 Posaunen, Ophikleide
- Pauken
- Harfe
- Erste und Zweite Violinen, Bratschen, Violoncelli und Kontrabässe
- Auf der Bühne: 3 Piccoloflöten, 6 Hörner, ein Tamtam, eine Windmaschine

## Handlung

### Erster Aufzug

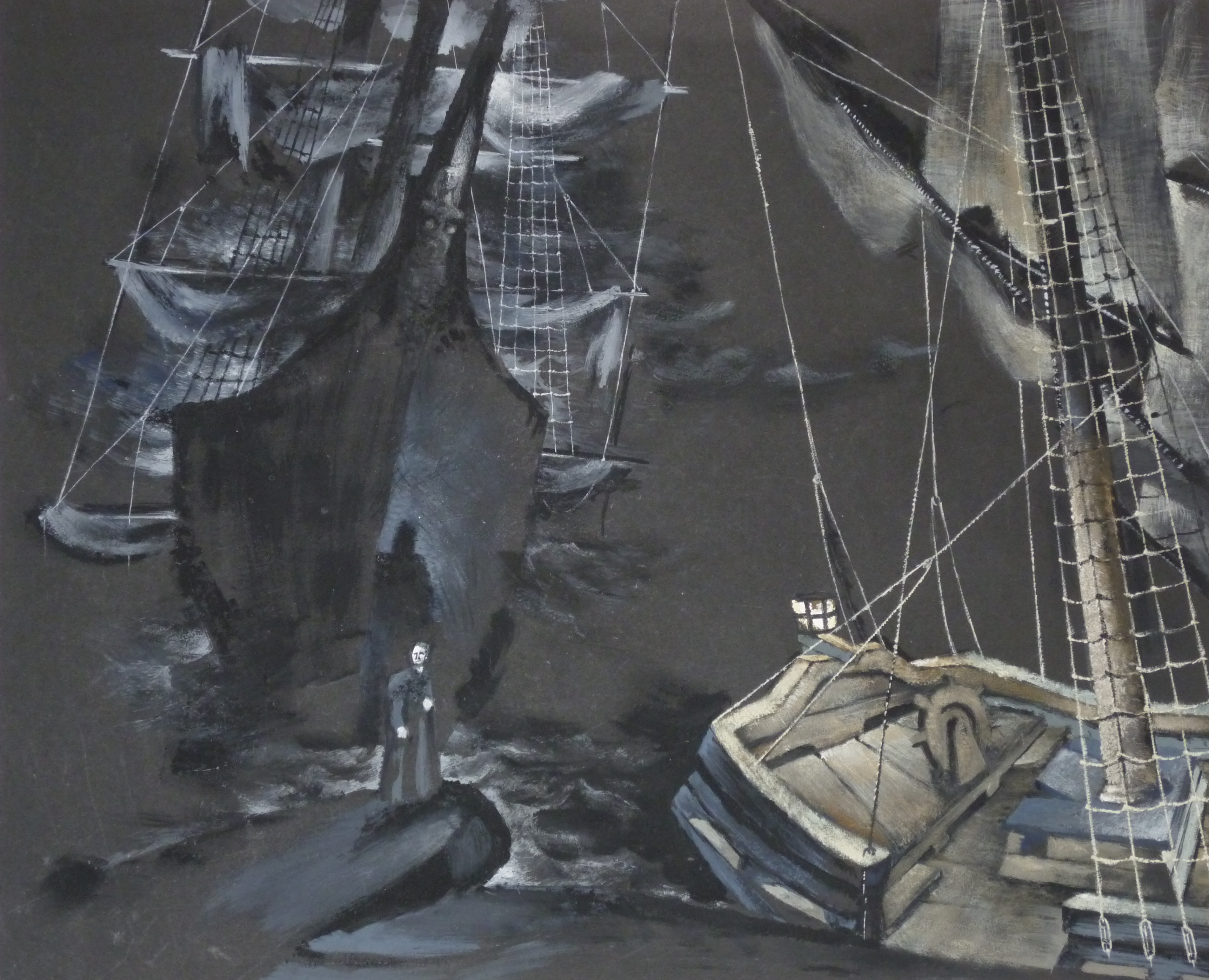
Bühnenbildentwurf von Helmut Jürgens für den 1. Aufzug, Bayerische Staatsoper München 1950

Das Schiff des Daland gerät in einen schweren Sturm und geht unweit des Heimathafens in einer geschützten Bucht vor Anker. Während die Mannschaft ruht, taucht dort auch gespenstisch wie aus dem Nichts das Schiff des Holländers auf, der einst gotteslästerlich geschworen hatte, er werde in Ewigkeit nicht ablassen, das Kap der Guten Hoffnung zu umrunden, und der deswegen tatsächlich dazu verdammt worden ist, für ewig auf See zu sein. Nur alle sieben Jahre ist ihm vergönnt, an Land zu gehen. Fände er dort eine Frau, die ihm treu bliebe, so wären er und seine Mannschaft erlöst. Gerade sind wieder einmal sieben Jahre vergangen (Die Frist ist um – und abermals verstrichen sind sieben Jahr. Voll Überdruß wirft mich das Meer an Land …); der Holländer hofft verzweifelt auf die uneingeschränkte Liebe einer Frau, damit er seine Sterblichkeit zurückerlangt und endlich sterben kann:
„Nur eine Hoffnung soll mir bleiben,

nur eine unerschüttert stehn:

so lang der Erde Keime treiben,

so muss sie doch zugrunde gehen.

Tag des Gerichtes! Jüngster Tag!

Wann brichst du an in meiner Nacht?

Wann dröhnt er, der Vernichtungsschlag,

mit dem die Welt zusammenkracht?

Wann alle Toten auferstehn,

dann werde ich in Nichts vergehn, in Nichts vergehn…

Ihr Welten, endet euren Lauf!

Ew’ge Vernichtung, nimm mich auf!“
Trotzdem wirbt er bei Daland um die Hand von dessen Tochter Senta. Daland, beeindruckt von den reichen Schätzen, die der Holländer auf seiner Fahrt gesammelt hat, stimmt zu. Nachdem der Sturm nachgelassen hat, segeln die beiden Schiffe in Richtung Dalands Heimat.

### Zweiter Aufzug

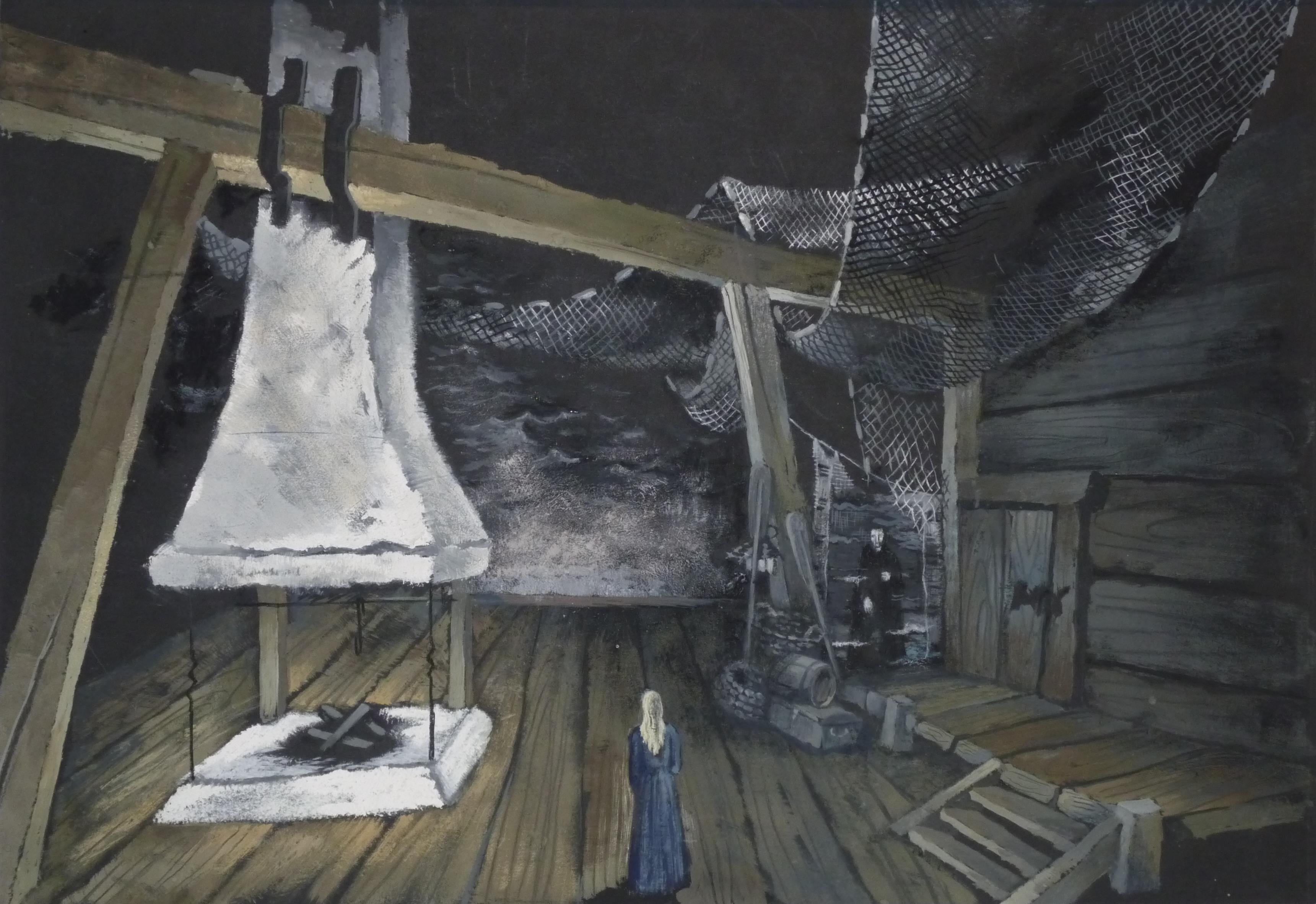
Bühnenbildentwurf von Helmut Jürgens für den 2. Aufzug, Bayerische Staatsoper München 1950

In einer Stube erwarten die Mädchen singend und spinnend die Rückkehr ihrer zur See fahrenden Liebsten. Nur Senta verweigert sich und trägt stattdessen die Ballade vom „Fliegenden Holländer“ vor, dessen Schicksal sie rührt. Senta wird vom jungen Jäger Erik umworben, der besorgt die Träumereien seiner Liebsten wahrnimmt, die immer vor dem düsteren Bild des Seefahrers alles Andere zu vergessen scheint. Senta fühlt sich berufen, den „armen Mann“ zu erlösen. Verzweifelt verlässt Erik das Mädchen, als Sentas Vater mit dem Holländer das Zimmer betritt. Senta weiß nun, dass ihr beschieden ist, das Erlösungswerk zu vollbringen. Zwischen ihr und dem Holländer entsteht ein inniges Einverständnis, und die Verbindung wird vorbereitet.

### Dritter Aufzug
Im dritten Aufzug rüsten die Seeleute zum Fest (Steuermann lass die Wacht). Verwegen versuchen sie auch die Mannschaft des Holländer-Schiffes einzuladen, doch aus dem Schiff schallt ihnen nur beängstigendes geisterhaftes Dröhnen entgegen, so dass sie entsetzt und verängstigt fliehen. Erik bittet Senta noch einmal, sich ihrer früheren Vertrautheit und Liebe zu entsinnen, und erinnert sie daran, dass sie ihm ewige Treue gelobt habe, was Senta erschrocken leugnet. Der eintretende Holländer hat das Gespräch mitgehört und ist sich sicher, dass auch Senta ihm nicht die erhoffte Treue halten kann und wird. Um sie vor der Verdammnis zu bewahren, erzählt er ihr (was sie längst weiß) von seinem Fluch (Erfahre das Geschick, vor dem ich Dich bewahr). Er eilt zu seinem Schiff, um auf ewig unerlöst zu bleiben. Doch Senta setzt ihm nach, verkündet nochmals laut, ihm treu […] bis zum Tod zu sein, und stürzt sich von dem Felsen ins Meer. Augenblicklich versinkt das Schiff des Holländers in den Fluten. Der Holländer ist erlöst. – In einer späteren Korrektur des Schlusses (1860) sieht man zur Musik mit dem „Erlösungsmotiv“ den Holländer und Senta aus dem Meer zum Himmel aufsteigen.

## Musik

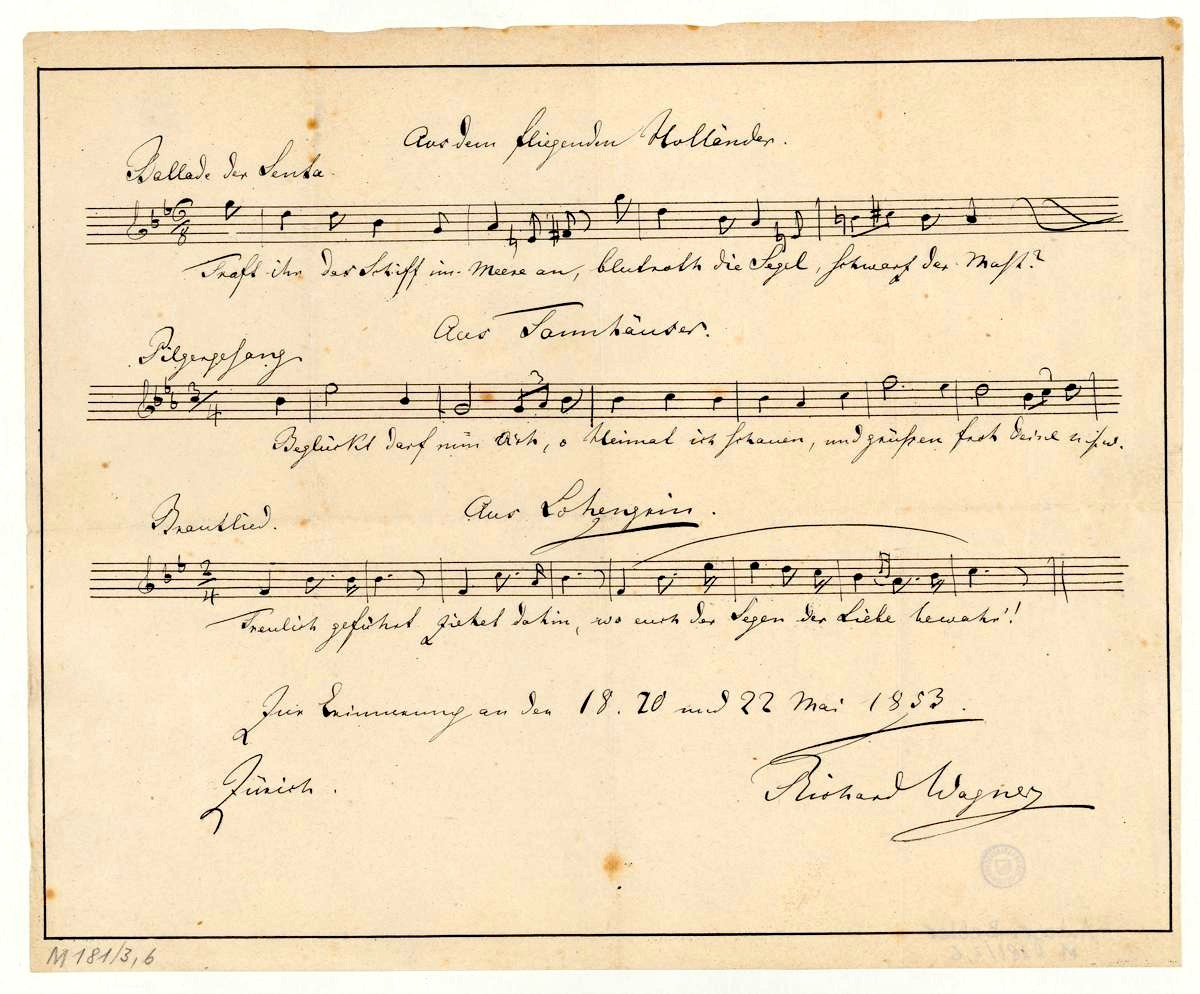
Erinnerungsblatt an Mitwirkende der Zürcher Wagner-Konzerte 1853

Wagners Holländer, seine vierte vollendete Oper, steht an der Schwelle zum durchkomponierten Musikdrama. Während man ab Lohengrin von einer „unendlichen Melodie“ sprechen kann, herrscht im Holländer noch der „Nummernoper-Charakter“ vor. Rezitative, Balladen, Arien, Duette und Chornummern sind noch deutlich zu erkennen. Um den „Balladencharakter“ des Werkes zu unterstreichen, sollte es nach der Intention Wagners ohne Pausen durchgespielt werden, was jedoch nicht immer praktiziert wird.
Im Zentrum des Werks steht die Ballade der Senta, die den eher schroffen Charakter des gesamten Werks gut zusammenfasst. Der düstere und impulsive Ton wird aber bereits durch die stürmische Ouvertüre des Werks angeschlagen. In diesem Ton ist auch die Arie des Holländers bei seinem Auftritt im ersten Aufzug gehalten. Die Vorherrschaft geschlossener Liedformen zieht sich über die ersten beiden Bilder. Charakteristisch für die gesamte Oper ist die musikalisch eindrückliche Darstellung der Naturgewalten. Streicher lassen hohe Wogen an die zerklüftete norwegische Küste donnern, Unwetter und Blitze werden durch Blechbläser, vor allem Posaunen und Trompeten, und prägnante musikalische Motive bezeichnet. Fast schaurig wirkt das „Johohoe“ der Matrosen des Geisterschiffs, während die Welt Dalands und seiner Männer eher biedermeierlich gemütlich gezeichnet ist.
Als einer der berühmtesten Opernchöre zeigt der Matrosenchor zu Beginn des dritten Bildes die Unvereinbarkeit von Wirklichkeit und Vision: das scheinbar so kräftige Lied der Matrosen Dalands wird langsam überlagert und geradezu aufgesogen von den unwirklichen Klängen aus dem Holländerschiff.
Bemerkenswert erscheint, dass der Komponist noch 1880, drei Jahre vor seinem Tod (1883), an eine Umarbeitung und Verbesserung seines längst überall erfolgreich gespielten Werks von 1841 dachte. Bei den Bayreuther Festspielen wurde Der fliegende Holländer erstmals 1901 in einer Inszenierung von Siegfried Wagner und unter der musikalischen Leitung von Felix Mottl aufgeführt. Damit war der „Kanon“ der bis heute in Bayreuth zur Aufführung kommenden Werke Wagners vollständig.

## Spieldauer (Bayreuther Festspiele)
Bei den Bayreuther Festspielen war es üblich, die Länge der einzelnen Aufzüge zu dokumentieren, jedoch wurden dort nicht alle Jahre erfasst. Die Dauer unterschied sich auch beim gleichen Dirigenten von Jahr zu Jahr und Aufführung zu Aufführung. Einfluss auf die Dauer hatten auch die Art der Stimme und das Temperament der Sänger.

### Übersicht (1901 bis 1971)
- Kürzeste Dauer: 2:06 Std., Wolfgang Sawallisch (1959), Otmar Suitner (1965)
- Längste Dauer: 2:33 Std., Hans Knappertsbusch (1955)
- Spannweite: 27 Min. (21 %, bezogen auf die kürzeste Dauer)

### Spieldauer bei einzelnen Dirigenten
| Jahr | Dirigent            | Gesamtdauer (Std.) |
| ---- | ------------------- | ------------------ |
| 1901 | Felix Mottl         | 2:27               |
| 1914 | Siegfried Wagner    | 2:23               |
| 1939 | Karl Elmendorff     | 2:22               |
| 1942 | Richard Kraus       | 2:17               |
| 1955 | Joseph Keilberth    | 2:25               |
| 1955 | Hans Knappertsbusch | 2:31               |
| 1955 | Hans Knappertsbusch | 2:33               |
| 1959 | Wolfgang Sawallisch | 2:06 1             |
| 1965 | Otmar Suitner       | 2:06 2             |
| 1969 | Silvio Varviso      | 2:15               |
| 1969 | Silvio Varviso      | 2:11               |
| 1971 | Karl Böhm           | 2:12               |
| 1971 | Karl Böhm           | 2:14               |
| 1971 | Hans Wallat         | 2:17               |

## Ur- und Erstaufführungen
| Rolle                | Stimmlage | Uraufführung, Dresden 2. Januar 1843 | Wiener Erstaufführung 2. November 1860 | Bayreuther Erstaufführung 22. Juli 1901 |
| Rollen               | Rollen    | Rollen                               | Rollen                                 | Rollen                                  |
| -------------------- | --------- | ------------------------------------ | -------------------------------------- | --------------------------------------- |
| Holländer            | Bariton   | Michael Wächter                      | Johann Nepomuk Beck                    | Anton van Rooy, Theodor Bertram         |
| Senta                | Sopran    | Wilhelmine Schröder-Devrient         | Gabrielle Krauss                       | Emmy Destinn                            |
| Daland, ihr Vater    | Bass      | Carl Risse                           | Karl Mayerhofer                        | Peter Heidkamp                          |
| Mary, ihre Amme      | Alt       | Thérèse Wächter                      | Amalie Weiss                           | Ernestine Schumann-Heink                |
| Erik                 | Tenor     | Friedrich Traugott Reinhold          | Gustav Walter                          | Alois Burgstaller, Ernst Kraus          |
| Steuermann           | Tenor     | Wenzel Bielezizky                    | Josef Erl                              | Franz-Josef Petter                      |
| Musikalische Leitung |           |                                      |                                        |                                         |
| Dirigent             |           | Richard Wagner                       |                                        | Felix Mottl                             |
| Choreinstudierung    |           |                                      |                                        | Siegfried Wagner                        |
| Inszenierung         |           |                                      |                                        |                                         |
| Inszenierung         |           |                                      |                                        | Cosima Wagner, Siegfried Wagner         |
| Bühnenbilder         |           |                                      |                                        | Max Brückner                            |
| Kostüme              |           |                                      |                                        |                                         |
| Licht                |           |                                      |                                        | Siegfried Wagner                        |

### Originalsprache
Bereits ein halbes Jahr nach der Uraufführung am 2. Januar 1843 in Dresden brachten zwei weitere Bühnen das Werk zur Aufführung:
- Riga (3. Juni 1843) und
- Kassel (5. Juni 1843).

Es folgten Inszenierungen in
- Berlin (1844),
- Zürich (1852),
- Weimar (1853), Dirigent: Franz Liszt
- Prag (1856),
- Wien (1860),
- München (1864), sogenannte Münchener Mustervorstellungen
- Rotterdam (1869) und vielen anderen Orten.

### Übersetzungen
Ab 1870 wurde die Oper auch in Übersetzungen gespielt:
- Italienisch: London (1870), Dublin (1877), Bologna (1877), Barcelona (1885), Turin (1885), Rom (1887), Florenz (1887), Buenos Aires (1887), New York Met (1892), Mailand (1893), Lissabon (1893), Moskau (1894), Madrid (1896)
- Englisch: London, (1870), New York (1877), Edinburgh (1877), Mexiko (1891), Montreal (1895)
- Schwedisch: Stockholm (1872)
- Französisch: Brüssel (1872), New Orleans (1877), Lille (1893), Genf (1893), Rouen (1896), Paris (1897)
- Ungarisch: Budapest (1873)
- Dänisch: Kopenhagen (1884)
- Niederländisch: Antwerpen (1895)
- Kroatisch: Zagreb (1896)
- Slowenisch: Ljubljana (1900)

## Rezeption
- Paul Hindemith parodierte um 1925 die Ouvertüre in einer Fassung für Streichquartett unter dem Titel Ouvertüre zum „Fliegenden Holländer“, wie sie eine schlechte Kurkapelle morgens um 7 am Brunnen vom Blatt spielt.
- Paul Schallweg parodierte eine größere Zahl Opern unter dem Titel Opern auf Bayrisch, darunter auch den Holländer, der zum leichteren Verständnis in den Starnberger See bei München verlegt wird. Diese komprimierte Oper wurde zuletzt anlässlich Wagners 200. Geburtstag bei den Luisenburg-Festspielen aufgeführt.
- Helmut Oehring komponierte 2012/13 die Oper SehnSuchtMEER oder Vom Fliegenden Holländer unter Verwendung von Musiken Richard Wagners auf ein Libretto von Stefanie Wördemann mit Texten von Heinrich Heine, Richard Wagner, Mathilde Wesendonck und Hans Christian Andersen als Auftragswerk zum Wagner-Jahr der Deutschen Oper am Rhein Düsseldorf (UA: März 2013)

## Aufnahmen
- George London (Holländer), Leonie Rysanek (Senta), Giorgio Tozzi (Daland), Karl Liebl (Erik), Rosalind Elias (Mary), Richard Lewis (Steuermann), Orchestra and Chorus of the Royal Opera House Covent Garden, Dirigent: Antal Doráti (Decca 1962)
- Theo Adam (Holländer), Anja Silja (Senta), Martti Talvela (Daland), Ernst Kozub (Erik), Annelies Burmeister (Mary), Gerhard Unger (Steuermann), BBC Chorus, New Philharmonia Orchestra London, Dirigent: Otto Klemperer (EMI 1968)
- Thomas Stewart (Holländer), Gwyneth Jones (Senta), Karl Ridderbusch (Daland), Hermin Esser (Erik), Sieglinde Wagner (Mary), Harald Ek (Steuermann), Chor und Orchester der Bayreuther Festspiele 1971, Dirigent: Karl Böhm (DGG)
- Alfred Muff (Holländer), Ingrid Haubold (Senta), Erich Knodt (Daland), Peter Seiffert (Erik), Jörg Hering (Steuermann), Marga Schiml (Mary), Budapest Radio Chorus, ORF-Sinfonieorchester, Dirigent: Pinchas Steinberg (Naxos 1993)
- Pariser Urfassung von 1841: Terje Stensvold (Holländer), Astrid Weber (Senta), Franz-Josef Selig (Donald), Jörg Dürmüller (Georg), Simone Schröder (Mary), Kobie van Rensburg (Steuermann), WDR Rundfunkchor Köln, Prager Kammerchor, Cappella Coloniensis, Dirigent: Bruno Weil (DHM 2004)
- Harry Kupfer (Inszenierung und Regie), Simon Estes (Holländer), Lisbeth Balslev (Senta), Matti Salminen (Daland), Robert Schunk (Erik), Anny Schlemm (Mary), Graham Clark (Steuermann Dalands), Orchester, Chor und Sonderchor der Bayreuther Festspiele 1978, Dirigent: Woldemar Nelsson. Veröffentlicht auf CD Video/Laserdisc und DVD, auf CD „Highlights“ als „Philips Laserline Classics“ bei Polygram.